# Vuelta a Burgos 2002
La Vuelta a Burgos 2002, ventiquattresima edizione della corsa, si svolse dal 12 al 16 agosto 2002 su un percorso di 682 km ripartiti in 5 tappe, con partenza e arrivo a Burgos. Fu vinta dallo spagnolo Francisco Mancebo della iBanesto.com davanti ai suoi connazionali José Luis Rubiera Vigil e Mikel Zarrabeitia.

## Tappe
| Tappa  | Data      | Percorso                                               | km  | Vincitore di tappa      | Leader cl. generale |
| ------ | --------- | ------------------------------------------------------ | --- | ----------------------- | ------------------- |
| 1ª     | 12 agosto | Burgos > Medina de Pomar                               | 155 | Bert Grabsch            | Bert Grabsch        |
| 2ª     | 13 agosto | Frias > Miranda de Ebro                                | 172 | José Iván Gutiérrez     | Michele Bartoli     |
| 3ª     | 14 agosto | Peñaranda de Duero > Aranda de Duero (cron. a squadre) | 18  | ONCE-Eroski             | Mikel Zarrabeitia   |
| 4ª     | 15 agosto | Huerta del Rey > Lagunas de Neila                      | 165 | Michael Rasmussen       | Francisco Mancebo   |
| 5ª     | 16 agosto | Castrojeriz > Burgos                                   | 172 | David Fernandez Domingo | Francisco Mancebo   |
| Totale | Totale    | Totale                                                 | 682 |                         |                     |

## Dettagli delle tappe

### 1ª tappa
- 12 agosto: Burgos > Medina de Pomar – 155 km

| Pos. | Corridore       | Squadra       | Tempo    |
| ---- | --------------- | ------------- | -------- |
| 1    | Bert Grabsch    | Phonak        | 3h57'08" |
| 2    | Michele Bartoli | Fassa Bortolo | s.t.     |
| 3    | Davide Frattini | Alessio       | s.t.     |

| Pos. | Corridore       | Squadra       | Tempo    |
| ---- | --------------- | ------------- | -------- |
| 1    | Bert Grabsch    | Phonak        | 3h57'03" |
| 2    | Michele Bartoli | Fassa Bortolo | a 2"     |
| 3    | Davide Frattini | Alessio       | a 4"     |

### 2ª tappa
- 13 agosto: Frias > Miranda de Ebro – 172 km

| Pos. | Corridore           | Squadra       | Tempo    |
| ---- | ------------------- | ------------- | -------- |
| 1    | José Iván Gutiérrez | iBanesto.com  | 4h06'35" |
| 2    | Salvatore Commesso  | Saeco         | a 5"     |
| 3    | Michele Bartoli     | Fassa Bortolo | s.t.     |

| Pos. | Corridore         | Squadra       | Tempo    |
| ---- | ----------------- | ------------- | -------- |
| 1    | Michele Bartoli   | Fassa Bortolo | 8h03'44" |
| 2    | Davide Frattini   | Alessio       | a 3"     |
| 3    | Mikel Zarrabeitia | ONCE-Eroski   | a 4"     |

### 3ª tappa
- 14 agosto: Peñaranda de Duero > Aranda de Duero (cron. a squadre) – 18 km

| Pos. | Squadra                | Tempo  |
| ---- | ---------------------- | ------ |
| 1    | ONCE-Eroski            | 17'58" |
| 2    | Phonak Hearing Systems | a 28"  |
| 3    | US Postal Service      | a 30"  |

| Pos. | Corridore                | Squadra     | Tempo  |
| ---- | ------------------------ | ----------- | ------ |
| 1    | Mikel Zarrabeitia        | ONCE-Eroski | 17'58" |
| 2    | Rafael Diaz Justo        | ONCE-Eroski | s.t.   |
| 3    | Angel Castresana del Val | ONCE-Eroski | s.t.   |

### 4ª tappa
- 15 agosto: Huerta del Rey > Lagunas de Neila – 165 km

| Pos. | Corridore         | Squadra      | Tempo    |
| ---- | ----------------- | ------------ | -------- |
| 1    | Michael Rasmussen | CSC-Tiscali  | 4h11'04" |
| 2    | Roberto Heras     | US Postal    | a 20"    |
| 3    | Francisco Mancebo | iBanesto.com | s.t.     |

| Pos. | Corridore               | Squadra      | Tempo     |
| ---- | ----------------------- | ------------ | --------- |
| 1    | Francisco Mancebo       | iBanesto.com | 12h33'58" |
| 2    | José Luis Rubiera Vigil | US Postal    | a 12"     |
| 3    | Mikel Zarrabeitia       | ONCE-Eroski  | a 31"     |

### 5ª tappa
- 16 agosto: Castrojeriz > Burgos – 172 km

| Pos. | Corridore               | Squadra  | Tempo    |
| ---- | ----------------------- | -------- | -------- |
| 1    | David Fernandez Domingo | Relax    | 4h23'57" |
| 2    | Giuseppe Palumbo        | De Nardi | s.t.     |
| 3    | Alessandro Bertolini    | Alessio  | s.t.     |

| Pos. | Corridore               | Squadra      | Tempo     |
| ---- | ----------------------- | ------------ | --------- |
| 1    | Francisco Mancebo       | iBanesto.com | 16h57'55" |
| 2    | José Luis Rubiera Vigil | US Postal    | a 12"     |
| 3    | Mikel Zarrabeitia       | ONCE-Eroski  | a 31"     |

## Classifiche finali

### Classifica generale
| Pos. | Corridore               | Squadra                | Tempo     |
| ---- | ----------------------- | ---------------------- | --------- |
| 1    | Francisco Mancebo       | iBanesto.com           | 16h57'55" |
| 2    | José Luis Rubiera Vigil | US Postal Service      | a 12"     |
| 3    | Mikel Zarrabeitia       | ONCE-Eroski            | a 31"     |
| 4    | Michael Rasmussen       | CSC-Tiscali            | a 26"     |
| 5    | Juan Carlos Domínguez   | Phonak Hearing Systems | a 41"     |
| 6    | Carlos García Quesada   | Kelme                  | a 49"     |
| 7    | Isidro Nozal            | ONCE-Eroski            | a 1'27"   |
| 8    | Roberto Heras           | US Postal Service      | a 1'41"   |
| 9    | Juan Miguel Mercado     | iBanesto.com           | a 1'42"   |
| 10   | Gilberto Simoni         | Saeco                  | a 2'04"   |